# كواوتيموك بلانكو

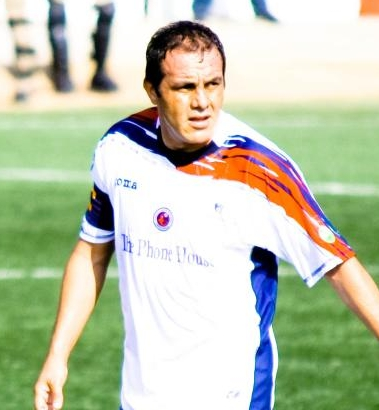
كواتيموك بلانكو

 كواتيموك بلانكو (بالإسبانية: Cuauhtémoc Blanco)، لاعب كرة قدم مكسيكي ولد في 17 يناير من العام 1973.
اعتزل لعب كرة القدم في موسم 2016 بعد أن خاض مباراة واحدة مع نادي أميركا المكسيكي إثر فوزه في الانتخابات السياسية. مثل اللاعب العديد من الأندية كنيكاكسا وفيراكروز في المكسيك وبلد الوليد في إسبانيا.
لهذا اللاعب أسلوب مميز في الاحتفاظ في الكرة حيث يستند على كتفي المدافعين ويبدا بالركض
و قد نزلت لعبة كرة قدم تعتمد هذا الأسلوب.
يشترك بلانكو مع رونالدينو في تصدرهما لقائمة هدافي كأس القارات لكرة القدم بتسعة أهداف، كما أنه الثاني في قائمة هدافي منتخب بلاده بعد خاريد بورغيتي.

## روابط خارجية
- كواوتيموك بلانكو على موقع IMDb (الإنجليزية)
- كواوتيموك بلانكو على موقع الاتحاد الدولي (مؤرشف)  (الإنجليزية)
- كواوتيموك بلانكو على موقع الدوري الأمريكي (الإنجليزية)
- كواوتيموك بلانكو على موقع قاعدة بيانات كرة القدم.إي يو (الإنجليزية)
- كواوتيموك بلانكو على موقع ليكيب (الفرنسية)
- كواوتيموك بلانكو على موقع ناشيونال فوتبول تيمز (الإنجليزية)
- كواوتيموك بلانكو على موقع Soccerbase.com (لاعب) (الإنجليزية)
- كواوتيموك بلانكو على موقع عالم كرة القدم.نت (الإنجليزية)
- كواوتيموك بلانكو على موقع أوليمبيديا (الإنجليزية)
- كواوتيموك بلانكو على موقع AS.com (الإسبانية)